# Valeria Moriconi
Valeria Moriconi, pseudonimo di Valeria Abbruzzetti (Jesi, 15 novembre 1931 – Jesi, 15 giugno 2005), è stata un'attrice e doppiatrice italiana.

## Biografia
Valeria Abbruzzetti nacque a Jesi il 15 novembre 1931. Assunse il nome di Valeria Moriconi a seguito del matrimonio con il pittore Aldo Moriconi (1923-1973), che durò dal 1951 al 1963.
Iniziata l'attività nel cinema (La spiaggia e Miseria e nobiltà nel 1954, I giorni più belli nel 1956), nel 1957 passò al teatro con l'avallo di Eduardo De Filippo, con il quale nel 1964 interpretò il ruolo della protagonista Margherita nella commedia Chi è cchiu' felice 'e me!. Uno dei ruoli meglio riusciti fu La locandiera di Goldoni nell'allestimento teatrale di Franco Enriquez.
Non trascurò tuttavia il grande schermo: Un giorno da leoni, 1961; Le soldatesse, 1965; Per amore di Cesarina, 1976; Improvviso, 1979; La fine è nota, 1993. In campo teatrale progressivamente arricchì la propria vena popolaresca (ora veemente o tenera, ora asprigna o comica), raggiungendo il ruolo di primattrice durante l'assidua collaborazione dal 1961 con Glauco Mauri e col regista e compagno Franco Enriquez nella "Compagnia dei Quattro" e successivamente col Teatro Stabile di Torino. Nel 1972 passò al Teatro Stabile di Roma.
Nel 1980 Trachinie a Siracusa con la regia di Giancarlo Cobelli. Nel 1981 fu l'applaudita interprete di Turandot di Carlo Gozzi nell'allestimento di Giancarlo Cobelli, con il quale fu anche protagonista nel 1988 di Antonio e Cleopatra di Shakespeare. Nel 1983 con Lydia Alfonsi in Upupa The Dream of Upupa is The Life regia di Antonio Orfanò. Nel 1984 recitò, diretta da Luca Ronconi, ne Le due commedie in commedia di Giovan Battista Andreini e ne La Venexiana, con Gianfranco Jannuzzo (regia di Maurizio Scaparro); nel 1986 Filumena Marturano di Eduardo De Filippo, nel 1991 fu protagonista di La nostra anima di Alberto Savinio, presentato al Festival dei Due Mondi di Spoleto; nel 1992 del monologo Emma B. vedova Giocasta di Alberto Savinio (ripresentato poi in Cina nel 1994); nello stesso anno, di Trovarsi di Luigi Pirandello (regia di Giuseppe Patroni Griffi); e nel 1995 di Vetri rotti (Broken Glass)  di Arthur Miller.
Particolarmente notevoli le interpretazioni di Medea di Euripide al Teatro greco di Siracusa nel 1972 con la regia di Franco Enriquez e del 1996 per la regia di Mario Missiroli. Nel 2002 tornò in scena interpretando Gin Game, di Donald Lee Coburn, ed inaugurò nella città natale di Jesi il Centro studi ed attività teatrali Valeria Moriconi. Nel 2003 recitò in Questa sera si recita a soggetto di Pirandello per la regia di Massimo Castri. Fu anche direttrice artistica del Teatro Stabile delle Marche.
Interpretò in TV anche alcuni episodi della rubrica pubblicitaria televisiva Carosello: nel 1958 pubblicizzò, insieme a Mario Scaccia, i prodotti delle distillerie Fabbri; nel 1960 con Alberto Lupo i biscotti Saiwa e nel 1962 la benzina Supercortemaggiore dell'Agip, con Giuseppe Porelli, Elsa Vazzoler e Mario Scaccia.
Valeria Moriconi morì di cancro a 73 anni, nella sua casa di Jesi.

## Filmografia

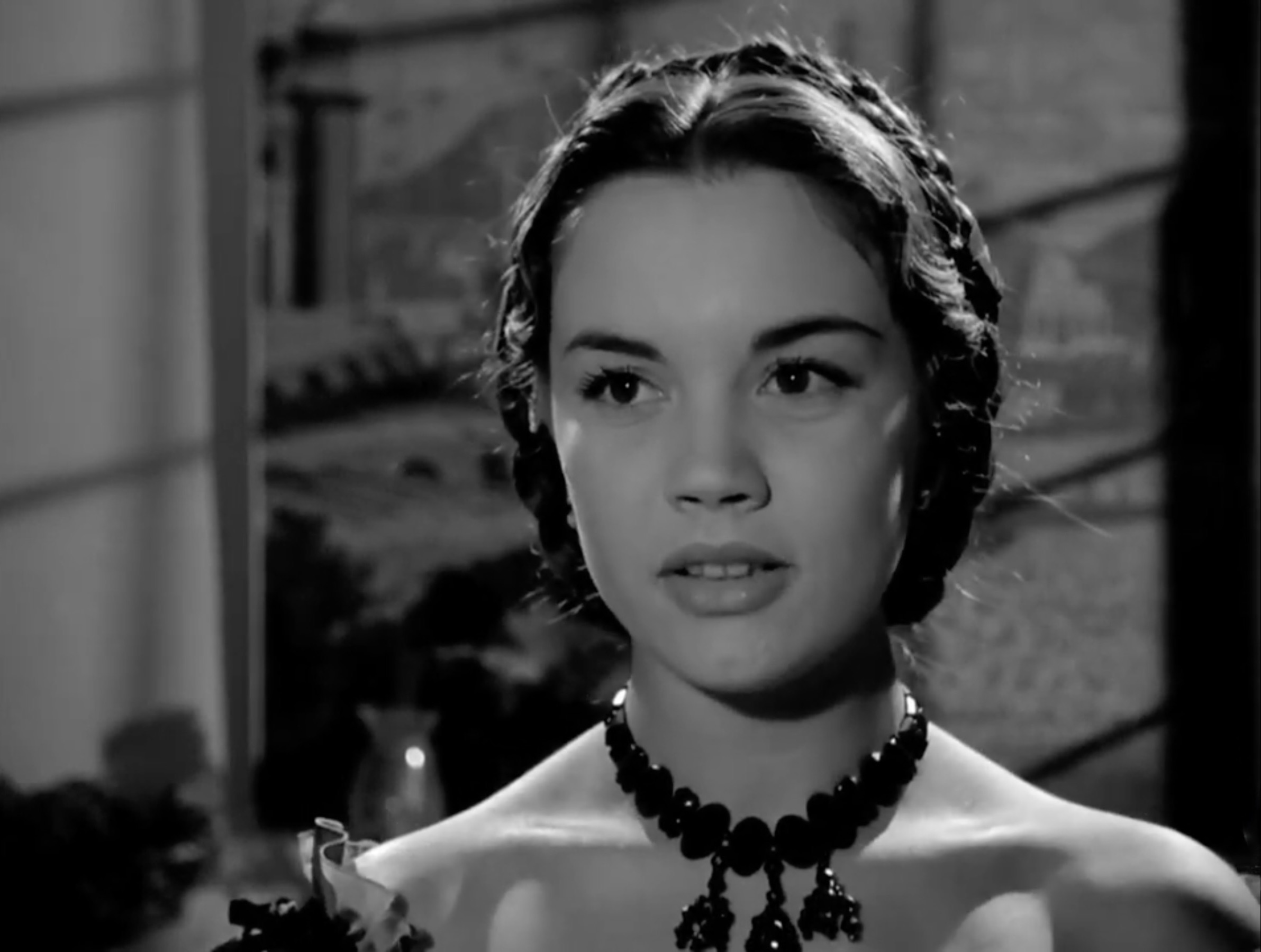
Valeria Moriconi nel film Il barcaiolo di Amalfi (1954)

### Cinema
- Non è mai troppo tardi, regia di Filippo Walter Ratti (1953)
- Un turco napoletano, regia di Mario Mattoli (1953)
- Gli italiani si voltano, episodio di L'amore in città, regia di Alberto Lattuada (1953)
- Terza liceo, regia di Luciano Emmer (1954)
- L'eterna femmina, regia di Marc Allégret (1954)
- Il barcaiolo di Amalfi, regia di Mino Roli (1954)
- L'amante di Paride, regia di Marc Allégret e Edgar G. Ulmer (1954)
- La spiaggia, regia di Alberto Lattuada (1954)
- Miseria e nobiltà, regia di Mario Mattoli (1954)
- Napoli è sempre Napoli, regia di Armando Fizzarotti (1954)
- Gli innamorati, regia di Mauro Bolognini (1955)
- Gli anni che non ritornano (La meilleure part), regia di Yves Allégret (1955)
- Una voce, una chitarra, un po' di luna, regia di Giacomo Gentilomo (1956)
- Totò lascia o raddoppia?, regia di Camillo Mastrocinque (1956)
- Guardia, guardia scelta, brigadiere e maresciallo, regia di Mauro Bolognini  (1956)
- I giorni più belli, regia di Mario Mattoli (1956)
- I dritti, regia di Mario Amendola (1957)
- Le belle dell'aria, regia di Mario Costa e Eduardo Manzanos Brochero (1957)
- L'amore nasce a Roma, regia di Mario Amendola (1958)
- La rivolta dei gladiatori, regia di Vittorio Cottafavi (1958)
- Il terrore dell'Oklahoma, regia di Mario Amendola (1959)
- I ragazzi dei Parioli, regia di Sergio Corbucci (1959)
- Le cameriere, regia di Carlo Ludovico Bragaglia (1959)
- Lui, lei e il nonno, regia di Anton Giulio Majano (1959)
- Un giorno da leoni, regia di Nanni Loy (1961)
- A cavallo della tigre, regia di Luigi Comencini (1961)
- Ultimatum alla vita, regia di Renato Polselli (1962)
- La costanza della ragione, regia di Pasquale Festa Campanile (1964)
- Le soldatesse, regia di Valerio Zurlini (1965)
- Una macchia rosa, regia di Enzo Muzii (1970)
- Il saprofita, regia di Sergio Nasca (1974)
- Calamo, regia di Massimo Pirri (1976)
- Italian Superman, episodio di Quelle strane occasioni, regia di Nanni Loy (1976)
- Per amore di Cesarina, regia di Vittorio Sindoni (1976)
- Che notte quella notte!, regia di Ghigo De Chiara (1977)
- Improvviso, regia di Edith Bruck (1979)
- La fine è nota, regia di Cristina Comencini (1993)
- La forza del passato, regia di Piergiorgio Gay (2002)

## Teatro

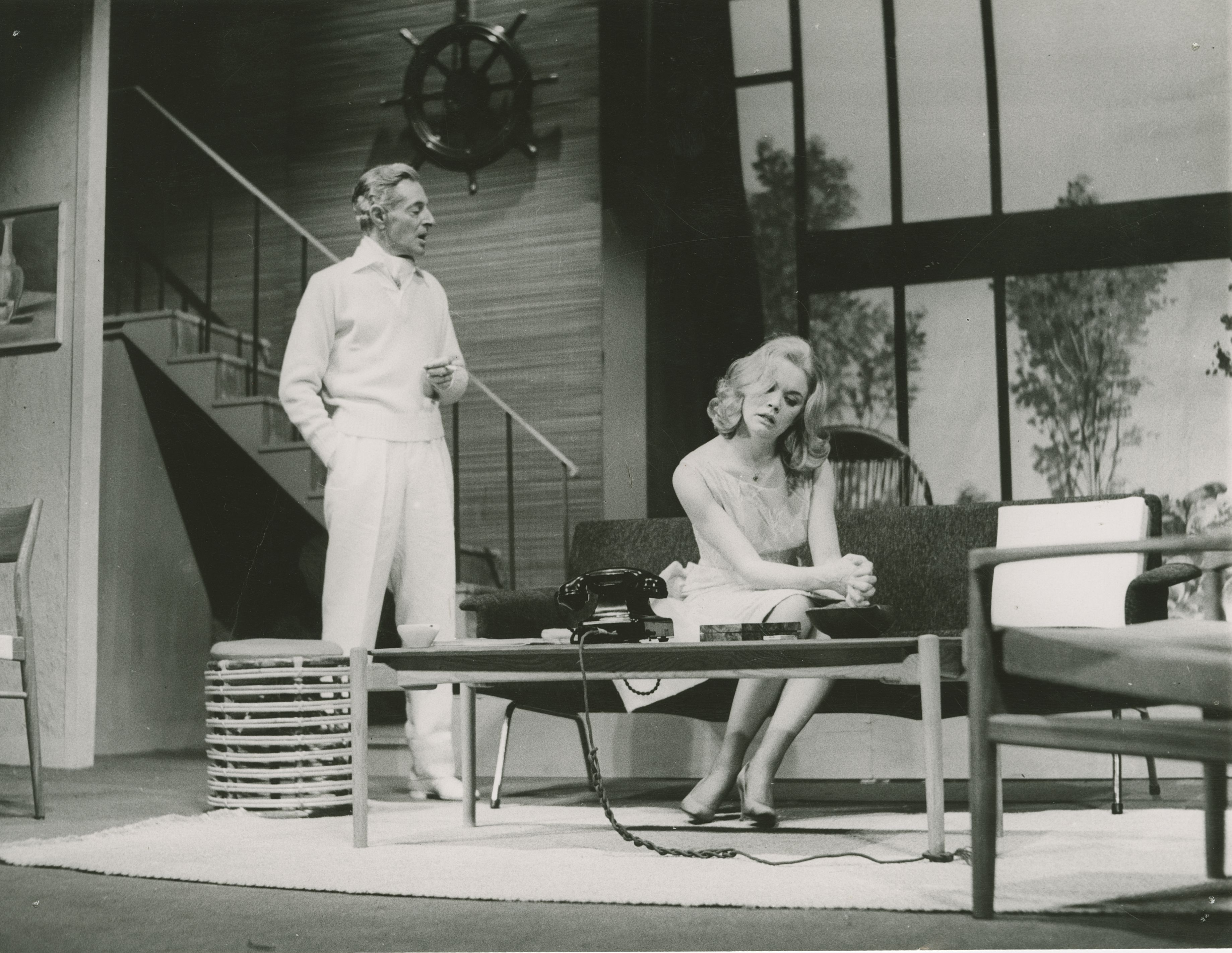
Valeria Moriconi con Tino Bianchi durante la rappresentazione della commedia Quando saremo giovani di Ferdinando Di Bagno, con la regia di Carlo Di Stefano. Roma, Teatro della Cometa, 1960. Archivio storico del Touring Club Italiano.

- Vita di Edoardo II d'Inghilterra, di Bertolt Brecht, regia di Franco Enriquez, Compagnia dei Quattro (1963-1964)
- L'hai mai vista in scena?, di Diego Fabbri, regia di Franco Enriquez, con Nino Castelnuovo. Teatro Duse di Bologna, 1 marzo 1978.

## Prosa televisiva Rai
- Cavaliere senza armatura di Vittorio Calvino, regia di Guglielmo Morandi (1957)
- Prima della prima di Sacha Guitry (1958)
- Amore ed elezioni di Fario Fo, regia di Sergio Spina (1958)
- Romeo Bar di Guglielmo Giannini, regia di Anton Giulio Majano, trasmessa il 24 giugno 1958.
- Augusto, commedia di Raymond Castans, regia di Guglielmo Morandi, trasmessa il 29 aprile 1960.
- Romanticismo, di Gerolamo Rovetta, regia di Guglielmo Morandi, trasmesso 13 giugno 1960.
- Il gabbiano, di Anton Čechov, regia di Mario Ferrero, 1 luglio 1960.
- Giosafatte Tallarico, regia di Gilberto Tofano (1961)
- Pene d'amore perdute di W. Shakespeare, regia di Franco Enriquez (1961)
- Il rinoceronte di Eugène Ionesco, regia di Franco Enriquez (1962)
- La calzolaia ammirevole di Federico García Lorca, regia di Franco Enriquez (1962)
- L'infedele di Oreste Del Buono, regia di Giacomo Colli (1962)
- Pigmalione di G. B. Shaw, regia di Franco Enriquez (1962)
- La guerra dei figli della luce di Moshe Shamir (1963)
- La bisbetica domata di W. Shakespeare, regia di Franco Enriquez (1963)
- Un mondo sconosciuto, commedia di Henry Denker, regia di Mario Ferrero (1963)
- Le fenicie di Euripide, regia di Franco Enriquez (1963)
- Chi è cchiu' felice 'e me!, testo e regia di Eduardo De Filippo (1964)
- I grandi camaleonti, regia di Edmo Fenoglio (1964)
- Resurrezione, regia di Franco Enriquez (1965)
- La locandiera, regia di Franco Enriquez (1966)
- L'ippocampo di Sergio Pugliese, regia di Franco Enriquez (1966)
- Santa Giovanna di George B. Shaw, regia di Franco Enriquez (1967)
- La vedova scaltra di Carlo Goldoni, regia di Franco Enriquez (1968)
- La presidentessa di Hennequin & Veber, regia di Franco Enriquez (1968)
- Il principe addormentato, di Terence Rattigan, regia di Mario Ferrero (1969)
- Il mulino del Po, regia di Sandro Bolchi (1971)
- La miliardaria di George Bernard Shaw, regia di Giuliana Berlinguer (1972)
- Macbeth, regia di Franco Enriquez (1975)
- Alle origini della mafia, regia di Enzo Muzii - episodio La speranza (1976)
- Prima di colazione di Eugene O'Neill, regia di Giorgio Viscardi (1978)
- La signorina Else, regia di Enzo Muzii (1980)
- Viaggio a Goldonia, regia di Ugo Gregoretti (1982)
- Edipo di Seneca, regia di Massimo Castri (1982)
- Una donna senza importanza di Oscar Wilde, regia di Luigi Bonori (1982)
- Improvviso, regia di Edith Bruck (1983)
- Girotondo, regia di Enzo Muzii (1985)
- Così è, se vi pare di L. Pirandello (1986)
- Chéri, di Colette, regia di Enzo Muzii (1986)
- Fuori scena, regia di Enzo Muzii (1988)

## Prosa radiofonica Rai
- La faccia del mostro, di Edoardo Anton, regia di E. Anron (1962).

## Radio
- Voi ed io: punto e a capo, musiche e parole provocate dai fatti, programma d'intrattenimento quotidiano del mattino dal lunedì al sabato dalle 9 alle 10.30 su Radiouno dal 20 al 25 giugno 1977, regia di Luigi Grillo.

## Carosello
Valeria Moriconi ha partecipato a tre serie della rubrica pubblicitaria televisiva Carosello:
- nel 1958 con Raffaele Pisu, i balletti di Nino Capozzi e di R.J. Moretti e il complesso di Franco Chiari per il brandy Grand Senior delle distillerie Fabbri;
- nel 1960 con Alberto Lupo per i biscotti della Saiwa;
- nel 1962 con Giuseppe Porelli, Elsa Vazzoler e Mario Scaccia per la benzina Supercortemaggiore dell'Agip.

## Doppiaggio
- Ellen Burstyn in L'esorcista
- Jennifer O'Neill in L'innocente
- Anna Prucnal in La città delle donne
- Geraldine Chaplin in Charlot
- Helen Mirren in Sogno di una notte di mezza estate
- Jane Lapotaire in Macbeth
- Kathy Bates in L'ultima eclissi

## Riconoscimenti
- Premio Flaiano per il teatro[9]
  - 1983 – Migliore interpretazione per Emma B. vedova Giocasta di Alberto Savinio
  - 2003 – Alla carriera

- Premio Ubu
  - 1980/1981 – Migliore attrice per Hedda Gabler di Henrik Ibsen e Turandot di Carlo Gozzi, regia di Giancarlo Cobelli
  - 1981/1982 – Migliore attrice per Emma B. vedova Giocasta di Alberto Savinio

## Doppiatrici
- Flaminia Jandolo in Gli innamorati, Guardia, guardia scelta, brigadiere e maresciallo, I dritti
- Micaela Giustiniani in La spiaggia
- Rita Savagnone in Il terrore dell'Oklahoma